# ابن زياد النيسابوري
شَيْخُ الْإِسْلَامِ أَبُو بَكْرٍ عَبْدُ اللَّهِ بْنُ مُحَمَّدِ بْنِ زِيَادِ بْنِ وَاصِلِ بْنِ مَيْمُونٍ النَّيْسَابُورِيُّ ويُعرف اختصارًا بـ ابن زياد النيسابوري أو أبي بكر النيسابوري (238 – 4 ربيع الآخر 324هـ / 852 – 936م) مولى أمير المؤمنين عثمان بن عفان، أحد كبار علماء وفقهاء الشافعية، ورواة الحديث النبوي.

## ولادته
ولد سنة 238 هـ الموافق 852 م.

## طلبه للعلم
تفقه بالمزني، والربيع، وابن عبد الحكم، وسمع منهم ومن محمد بن يحيى الذهلي، وأحمد بن يوسف السلمي، ويونس بن عبد الأعلى، وأحمد بن عبد الرحمن بن وهب، وأبو زرعة الرازي، والعباس بن الوليد العذري، ومحمد بن عزيز الأيلي، وابن وارة، وابن حاتم، وأحمد بن محمد بن أبي الخناجر، وبكار بن قتيبة، وأبي بكر الصاغاني، وخلق كثير من طبقتهم وبرع في العلمين الحديث والفقه. أخذ عنه: موسى بن هارون الحافظ وهو أكبر منه، وروى عنه ابن عقدة، وأبو إسحاق بن حمزة، وحمزة بن محمد الكناني، وابن المظفر، والدارقطني، وابن شاهين، وأبو حفص الكتاني، وعبيد الله بن أحمد الصيدلاني، وإبراهيم بن عبد الله بن خرشيد قولة، وخلق سواهم.

## مؤلفاته
من مؤلفاته: «الزيادات على كتاب المزني».

## ثناء العلماء عليه
- قال الدارقطني (ت 385هـ): «لم نر مثله في مشايخنا لم نر أحفظ منه للأسانيد والمتون، وكان أفقه المشايخ»[18]
- قال الحاكم النيسابوري (ت 405هـ): «كَانَ إِمَام عصره من الشَّافِعِيَّة بالعراق وَمن أحفظ النَّاس للفقهيات وَاخْتِلَاف الصَّحَابَة»[19]
- قال الخطيب البغدادي (ت 463هـ): «وكان حافظا متقنا، عالما بالفقه والحديث معا»[18]
- قال أبو سعد السمعاني (ت 562هـ): «كان إماما محدثا حافظا متقنا عالما بالفقه والحديث معا موثقا في روايته»[20]
- قال ابن عساكر (ت 571هـ): «أبو بكر النيسابوري الفقيه الحافظ الشافعي»[21]
- قال شمس الدين الذهبي (ت 748هـ): «قَدْ كَانَ أَبُو بَكْرٍ مِنَ الحُفَّاظِ المجوِّدين»[22]
- قال تاج الدين السبكي (ت 771هـ): «الإِمَام الْحَافِظ الْكَبِير»[23]

## وفاته
مات في شهر ربيع الآخر سنة 324 هـ عن بضع وثمانين سنة. الموافق 936 م.

### فهرس المراجع
منشورات
1. 1 2  النيسابوري (2005)، ص. 41.
2. 1 2  النيسابوري (2005)، ص. 42.
3. ↑  الزركلي (2002)، ج. 4، ص. 119.
4. ↑  النيسابوري (2005)، ص. 43–44.
5. 1 2 3  الزركلي (2002)، ج. 4، ص. 114.
6. 1 2  النيسابوري (2005)، ص. 44.
7. ↑  الذهبي (1985)، ج. 15، ص. 65.
8. ↑  النيسابوري (2005)، ص. 66.
9. 1 2  النيسابوري (2005)، ص. 67.
10. ↑  النيسابوري (2005)، ص. 43.
11. ↑  النيسابوري (2005)، ص. 29.
12. ↑  النيسابوري (2005)، ص. 51–52.
13. ↑  النيسابوري (2005)، ص. 64–65.
14. ↑  النيسابوري (2005)، ص. 69.
15. ↑  النيسابوري (2005)، ص. 67–68.
16. 1 2  النيسابوري (2005)، ص. 75.
17. ↑  ابن زياد، عبد الله بن (2005). الزيادات على كتاب المزني. دار أضواء السلف للنشر والتوزيع (الرياض). مؤرشف من الأصل في 2021-04-17.
18. 1 2  البغدادي (2001)، ج. 11، ص. 340.
19. ↑  السبكي (1992)، ج. 3، ص. 311.
20. ↑  السمعاني (1962)، ج. 13، ص. 235.
21. ↑  ابن عساكر (1995)، ج. 32، ص. 183.
22. ↑  الذهبي (1985)، ج. 15، ص. 66.
23. ↑  السبكي (1992)، ج. 3، ص. 310.
24. ↑  النيسابوري ابن زياد المكتبة الشاملة نسخة محفوظة 04 مارس 2016 على موقع واي باك مشين.

### بيانات المراجع (مُرتَّبة حسب تاريخ النشر)
- أبو سعد السمعاني (1962)، الأنساب، تحقيق: عبد الرحمن المعلمي، أبو بكر محمد الهاشمي، محمد ألطاف حسين، حيدر آباد: دائرة المعارف العثمانية، QID:Q117326767
- شمس الدين الذهبي (1985)، سير أعلام النبلاء، تحقيق: شعيب الأرنؤوط، مجموعة (ط. 1)، بيروت: مؤسسة الرسالة، OCLC:4770539064، QID:Q113078038
- تاج الدين السبكي (1992)، طبقات الشافعية الكبرى، تحقيق: محمود محمد الطناحي، عبد الفتاح محمد الحلو، القاهرة: هجر للطباعة والنشر والتوزيع والإعلان، QID:Q120648510
- ابن عساكر (1995)، تاريخ مدينة دمشق، تحقيق: عمر بن غرامة العمروي، بيروت: دار الفكر للطباعة والنشر والتوزيع، OCLC:4770667638، QID:Q116753093{{استشهاد}}:  صيانة الاستشهاد: ref duplicates default (link)
- الخطيب البغدادي (2001)، تاريخ بغداد، تحقيق: بشار عواد معروف (ط. 1)، بيروت: دار الغرب الإسلامي، OCLC:49659164، QID:Q114815356
- خير الدين الزركلي (2002)، الأعلام: قاموس تراجم لأشهر الرجال والنساء من العرب والمستعربين والمستشرقين (ط. 15)، بيروت: دار العلم للملايين، OCLC:1127653771، QID:Q113504685
- أبو بكر عبد الله بن محمد بن زياد النيسابوري (2005). الزيادات على كتاب المزني. دراسة وتحقيق: خالد بن هايف بن عريج المطيري (ط. 1). الرياض والكويت: دار أضواء السلف ودار الكوثر.